# Oriol Mitjà Villar
Oriol Mitjà Villar (Barcelona, 1980) es un médico investigador español  especializado en medicina interna y enfermedades infecciosas, especializado en la erradicación de la enfermedad tropical del pian. Entre 2010-2020  desarrolló desde el centro médico de Lihir, en Papúa Nueva Guinea, un tratamiento efectivo contra el pian basado en la azitromicina. Fue galardonado con el Premio Princesa de Girona en la categoría de investigación científica. El 2020, desde el Instituto de Investigación Germans Trias i Pujol, trabaja contra la pandemia de coronavirus SARS-CoV-2 que afecta al mundo desde noviembre de 2019. Actualmente lidera investigaciones en el campo de las infecciones de transmisión comunitaria, como la sífilis y la viruela del mono (mpox), tanto en España como en África.

## Educación
Se licenció en medicina en la Universidad de Barcelona en 2004, y realizó su residencia hasta 2010 en la especialidad de medicina interna y enfermedades infecciosas en Barcelona. En 2009, una beca Bada de cooperación internacional otorgada por el Colegio Oficial de Médicos de Barcelona le permitió realizar estudios de diplomatura de Higiene y Medicina Tropical en la Escuela de Higiene y Medicina Tropical de Londres, y en 2012 acabó su doctorado en Barcelona con la tesis "Estrategias para el control del pian y otras enfermedades tropicales desatendidas de las islas del Pacífico Sur", a partir de sus trabajos in situ en la isla de Lihir, en Papúa Nueva Guinea

## Actividad profesional

### Erradicar el pian
Entre 2010-2020 trabajó en la isla de Lihir, en Papúa Nueva Guinea en una línea de investigación para el desarrollo de nuevas estrategias para el diagnóstico y tratamiento de la infección del pian. La observación del gran número de niños afectados por la enfermedad del pian, que llegaba al 30 % de los menores de quince años de aquella comunidad, lo impulsó a investigar para encontrar un remedio más barato, asequible y fácil de administrar que el seguido hasta ese momento que estaba basado en inyecciones de penicilina, difíciles de administrar en un contexto de poblaciones remotas y sin red médica básica. Demostró que basta con una dosis oral de una pastilla de azitromicina, un antibiótico de uso común, para curarla. Este hallazgo científico se publicó en la revista The Lancet, el año 2012, como parte de un estudio sobre la eficacia del tratamiento antimicrobiano oral contra la enfermedad de Pian.
La Organización Mundial de la Salud reconoció la importancia del descubrimiento y, en marzo de 2012, lo nombró asesor de la organización en materia de enfermedades tropicales olvidadas, con el encargo de elaborar las nuevas recomendaciones de la OMS para el tratamiento del pian, siguiendo una nueva estrategia que tiene como objetivo la total erradicación de la enfermedad en 2020.
Según Mitjà, el pian —que tiene unas consecuencias similares a la lepra— forma parte de las enfermedades de la pobreza porque afecta a grupos de población con pocos recursos que nunca mejorarán porque las consecuencias de la misma enfermedad limitan las capacidades físicas del afectado y producen rechazo social. En palabras suyas "la enfermedad empieza donde acaban los caminos", puesto que prevalece en lugares remotos con poco acceso a la higiene y la sanidad.

### Investigación sobre el nuevo coronavirus SARS-CoV-2
Entre el 2020 y el 2022, en el Institut de Recerca Germans Trias i Pujol, Mitjà lideró estudios para evaluar la eficacia de terapias para reducir el riesgo de contagio del SARS-CoV-2. Concretamente, uno de los ensayos clínicos demostró que la hidroxicloroquina no reducía el riesgo de desarrollar la enfermedad en personas expuestas al virus. También coordinó ensayos sobre la administración de inmunoglobulina anti-SARS-CoV-2 y la transfusión de plasma convaleciente, que tampoco demostraron ser efectivos. 
Durante la pandemia se pronunció repetidamente a favor de la intensificación de la estrategia de prevención y contención del SARS-CoV-2 y solicitó el confinamiento total en España durante el mes de marzo de 2020.  Ha coordinado la redacción de un informe de expertos sobre el plan de desconfinamiento encargado por el Gobierno de Cataluña el abril de 2020, y ha asesorado al gobierno de Andorra para diseñar medidas adecuadas para contener la expansión del virus en su territorio.

### Investigación en Mpox y Sífilis
Desde 2022, ha liderado estudios sobre la viruela del mono (mpox), estableciendo una red internacional para describir sus manifestaciones clínicas y la protección vacunal. 
Actualmente, trabaja en el desarrollo de nuevos tratamientos para la sífilis en adultos, la sífilis congénita y la neurosífilis, incluyendo ensayos clínicos con linezolid como alternativa a la penicilina. 

## Reconocimientos
Como resultado de la publicación en The Lancet del estudio sobre pian mencionado, en 2012 recibió el premio de la fundación suiza Anne-Maurer Cecchini.
En 2013 recibió el premio de la Fundación Princesa de Girona en Investigación Científica por "su dedicación ejemplar en el campo del tratamiento de enfermedades infecciosas endémicas en países en desarrollo y por el gran impacto internacional de su trabajo orientado a erradicar la enfermedad de pian del planeta".
En 2015 se le concedió el premio Sociedad del Conocimiento por parte de la Fundación Gestión del Conocimiento como reconocimiento a su valiosa labor.
En 2015 se realizó un documental sobre su trabajo de investigación denominado "Donde acaban los caminos" (Where the roads end, en la versión original) dirigido por Noemí Cuní y David Fontseca.
En 2016 recibió el premio Catalán del Año, y en 2017 recibió el premio a la paz de la Asociación de Naciones Unidas y el premio internacional Alfonso Comín, en reconocimiento por su trabajo para mejorar la salud de las personas afectadas por la enfermedad de pian.
En 2019 recibió la beca Starting Grant y en 2024 la beca Consolidator Grant, ambas del Consejo Europeo de Investigación (European Research Council) que se otorga a jóvenes investigadores que han demostrado excelencia científica.

## Trabajos publicados
- Mitjà O, Hays R, Ipai A et al. (2012). «Single-dose azithromycin versus benzathine benzylpenicillin for treatment of yaws in children in Papua New Guinea: an open-label, non-inferiority, randomised trial.». Lancet (en inglés) 15. PMID 22240407. doi:10.1016/S0140-6736(11)61624-3.
- Mitjà O, Houinei W, Moses P, Kapa A, Paru R, Hays R, Lukehart S, Godornes C, Bieb SV, Grice T, Siba P, Mabey D, Sanz S, Alonso PL, Asiedu K, Bassat Q (2015). «Mass treatment with single-dose azithromycin for yaws». N. Engl. J. Med. (en inglés) 372 (8): 703-10. PMID 25693010. doi:10.1056/NEJMoa1408586.
- Mitjà O, Godornes C, Houinei W, et al. (2018). «Re-emergence of yaws after single mass azithromycin treatment followed by targeted treatment: a longitudinal study.». Lancet (en inglés). PMID 29456191. doi:10.1016/S0140-6736(18)30204-6.
- Mitjà O, Corbacho-Monné M, Ubals M, Alemany A, Suñer C, Tebé C, et al. (2021). «A Cluster-Randomized Trial of Hydroxychloroquine for Prevention of Covid-19.». N. Engl. J. Med. (en inglés) 384 (5): 417-27. doi:10.1056/NEJMoa2021801.